# Nationalversammlung (Gabun)
Die Nationalversammlung (fr.: Assemblée Nationale) ist das Unterhaus im Zweikammerparlament von Gabun. Das Oberhaus ist der Senat.
In die Nationalversammlung werden 120 Abgeordnete für jeweils fünf Jahre gewählt. 9 der 120 Abgeordneten werden vom Präsidenten ernannt. Die Nationalversammlung befindet sich in der Hauptstadt Libreville.

## Wahlen
Die letzte Wahl fand am 12. April 2025 statt.